# Eugenia uruguayensis
Eugenia uruguayensis és un arbre o arbust de 3 a 5 m d'altura, pertanyent a la família de les mirtàcies. És originari del sud de Brasil, nord de l'Argentina i l'Uruguai. Té la capçada densa, l'escorça amb taques i escamosa. És de fullatge persistent.

## Descripció botànica
Té fulles simples, peciolades, de 5-7 cm de llarg i 1,8-3 cm d'ample, de làmina coriàcia, simètriques, amb micròfils el·líptics; amb base i àpex aguts. El marge n'és sencer; el pecíol normal i marginal, glabre, de 5-7 mm de llarg i 1-1,5 mm d'ample. Té una vena paramarginal formada per arcs de venes de segona categoria, i una vena intramarginal formada pels traus de venes de tercera categoria, amb 10 a 14 parells de venes secundàries, que emergeixen irregularment en angle agut (45°-60º), corbades (a la base decurrents i, al centre-àpex sinuoses o rectes), espaiades de manera uniforme. Té àrees intercostals ben desenvolupades, amb una vena intersecundària (simple o composta). La venación de tercera i quarta categoria és reticulada a l'atzar. Les venes de tercera categoria emergeixen irregularment en angle recteobtús, i segueixen un curs sinuós. La venación de cinquena categoria és dicotomitzada. Té arèoles moderadament desenvolupades, i orientades a l'atzar. I vènules ramificades una o dues vegades.

## Distribució i hàbitat
Buenos Aires, Corrientes, Entre Ríos i Misiones; creix en muntanyes i selves marginals fins als 800 msnm. Habita també al Brasil, Paraguai i Uruguai.

## Cultiu
Vol molt de sol, i resisteix gelades lleus; les temperatures per sota dels -5 °C causen danys que poden ser fatals a les plantes joves. Creix entre el nivell del mar i els 1.000 msnm, en sòls de qualsevol tipus tret dels salins; resisteix bé les sequeres i les inundacions de curta durada. Es planta generalment amb llavor, que germina en el termini d'un mes, tot i que la seua viabilitat disminueix espectacularment a partir de les 4 setmanes de recol·lecció.

## Usos
Arbre d'ús medicinal. Amb les fulles es pot preparar una infusió de propietats diürètiques, digestives i antidiarreiques; la decocció de l'escorça en gàrgares s'empra per a les angines i altres afeccions de gola.

## Taxonomia
Eugenia uruguayensis la descrigué Jacques Cambessédès en Flora Brasiliae Meridionalis (quarta ed.) 2: 362. 1833.
Etimologia
Eugenia: nom genèric atorgat en honor del príncep Eugeni de Savoia.
Uruguayensis: epítet geogràfic que al·ludeix a la seua localització a Uruguai.
Sinonímia
- Eugenia batucaryensis O. Berg
- Eugenia calycosema O. Berg
- Eugenia guabiju O. Berg
- Eugenia maschalantha O. Berg
- Eugenia opaca O. Berg
- Eugenia opaca var. brasiliensis O. Berg
- Eugenia opaca var. montevideensis O. Berg
- Luma calycosema (O. Berg) Herter
- Luma opaca (O. Berg) Herter
- Luma uruguayensis (Cambess.) Herter[3]